# Damian Rusu
Damian Rusu (n.10.06.1997) este un chitarist, producător muzical și inginer de sunet român, cunoscut pentru versatilitatea sa, tonurile sale distincte de chitară live, abordarea versatilă a instrumentului și contribuțiile la producția muzicală pop si rock. Damian Rusu s-a născut în orașul Sfantu Gheorghe, unde a terminat si liceul de arte "Plugor Sandor" la catedra de chitara clasica, dar în prezent locuiește în București. Este și absolvent al Universității Naționale de Muzică din București (Conservatorul), secția compozitie muzica usoara.

## Biografie și începuturi
Damian Rusu a descoperit chitara la vârsta de 10 ani, îndrumat de mama sa. Neștiind că există chitare speciale pentru stângaci, a început să cânte cu corzile montate invers, ulterior corectându-le la recomandarea specialiștilor de la un magazin de muzică din Sfântu Gheorghe.
A urmat studiile la Liceul de Arte „Plugor Sándor” din Sfântu Gheorghe, sub îndrumarea profesorului Kurta Béla, participând la concursuri naționale și internaționale, unde a obținut rezultate notabile. La 14 ani s-a alăturat formației Youvenis, formată împreună cu Tohănean Vlad (tobe) și Dragomir Cristian (bas), sub coordonarea lui Dan Tohănean. Ulterior, odată cu venirea pianistului Leonard Croitoru, formația a participat la festivaluri de jazz precum Jazz in the Park, Sibiu Jazz Festival și Festivalul Johnny Răducanu, unde a obținut trofee și premii, fiind remarcată pentru performanțele obținute la vârstele fragede de 15–16 ani.

## Carieră muzicală

### The Motans
Între 2016 și 2021, Damian Rusu a activat ca chitarist al trupei The Motans, fiind prezent încă de la debutul formației . În această perioadă, a participat la evenimente importante, precum recitalul de la Gala Cerbul de Aur (2018) și Grand Concert la Arenele Romane (2019), dar și la numeroase turnee naționale. În 2021, formația a fost distinsă cu premiul Best Live Act la The Artist Awards, ca recunoaștere a performanțelor sale scenice.
Pe lângă rolul de instrumentist, Rusu a contribuit și la partea de producție și aranjamente, semnând mai multe piese pentru The Motans, între care „Nota de plată”, „Pe bune” și „În glumă”.

### Colaborări ulterioare
După anul 2021, Rusu a desfășurat mai multe colaborări cu artiști români:
- cu Damian Drăghici, în două concerte la Sala Palatului, în calitate de chitarist și producător muzical[6];
- cu Alex Parker și Damian Drăghici, într-un concert pe scena principală a festivalului Untold 2022[7], unde a prezentat un remix ce a combinat muzica tradițională românească cu stiluri electronice precum techno, drum and bass, dubstep și EDM;
- cu Florin Ristei, în două concerte la Sala Palatului: One – Florin Ristei[8] și Florin Ristei & Orchestra Simfonică București.

### Nicole Cherry
După colaborarea cu The Motans, Rusu a devenit chitarist în proiectul Nicole Cherry, alături de Dragomir Cristian, Leonard Croitoru și Flavius Hosu, reîntâlnind astfel o parte din formula originală Youvenis
În 2025, a fost confirmată participarea sa ca chitarist și co-producător muzical în band-ul Vocea României (sezonul 13), emisiune ce urmează să fie difuzată.

## Tonuri și echipament
Rusu este recunoscut în comunitatea chitariștilor din România pentru tonul său expresiv și echilibrat. Creează și comercializează seturi de Kemper Profiles, rigs și performances pe site-ul său oficial, damianrusu.com, utilizate pe scară largă de chitariști profesioniști și amatori din țară. 

## Piese și proiecte remarcabile
Ca interpret și producător, Damian Rusu a contribuit la piese precum:
- „Versus” – The Motans

- „Nota de plată” – The Motans

- „Cel mai bun dj” – Irina Rimes feat. The Motans

- „Baiatul meu frumos” – Irina Rimes
- Irina Rimes - Brumarelul[12]

- „Outro” – Irina Rimes

- „16 ani” – Mira ft Uzzi

## Stil
Damian Rusu abordează instrumentul cu o tehnică particulară, ceea ce îi conferă un ton și un phrasing recognoscibile. Îmbină influențe de blues, pop și rock cu elemente de improvizație, creând un sunet personal atât în studio, cât și live.